# Marele rombicosidodecaedru complex
În geometrie marele rombicosidodecaedru complex este un compus poliedric uniform degenerat, având 62 de fețe (20 de triunghiuri, 30 de pătrate și 12 pentagoane), 120 de laturi (dublate)  și 20 de vârfuri. Fețele formate din câte două muchii suprapuse sunt considerate din punct de vedere topologic fețe. 
În fiecare vârf se întâlnesc câte douăsprezece fețe: câte trei triunghiuri și trei pentagoane, care formează fațetele triunghiulare externe, și câte șase pătrate, care formează fețele interne.

## Văzut drept compus
Marele rombicosidodecaedru complex poate fi văzut ca un compus format din marele icosidodecaedru ditrigonal și un compus de cinci cuburi, cu muchiile lor contopindu-se, în ele întâlnindu-se câte 4 fețe. Marele rombicosidodecaedru complex seamănă cu un mare icosidodecaedru ditrigonal, deoarece compusul de cinci cuburi este conținut complet în interiorul marelui icosidodecaedru ditrigonal.
|                                   |                        |          |
| Marele icosidodecaedru ditrigonal | Compus de cinci cuburi | Compusul |

## Mărimi asociate

### Coordonate carteziene
Având în comun vârfurile cu marele icosidodecaedru ditrigonal, coordonatele carteziene ale vârfurilor compusului cu lungimea laturii 2, centrat în origine, sunt toate permutările ale: 
{\displaystyle \left(\,\pm 1,\,\pm 1,\,\pm 1\,\right)}
{\displaystyle \left(\,\pm \varphi ,\,\pm (\varphi -1),\,0\,\right)}
unde {\displaystyle \varphi ={\frac {1+{\sqrt {5}}}{2}}} este secțiunea de aur.

### Raza sferei circumscrise
Raza sferei circumscrise este și ea egală cu raza marelui icosaedru ditrigonal. Pentru lungimea laturii egală cu a, ea este:
{\displaystyle R={\frac {\sqrt {3}}{2}}\,a\approx 0,866025\,a.}